# Criciova
Criciova es una comuna ubicada en el distrito de Timiș, Rumania.

## Superficie
Posee una superficie de 50,51 kilómetros cuadrados.

## Demografía
Hasta 2021 la población era de 1493 habitantes, con una densidad de población de 29,56 habitantes por kilómetro cuadrado.